# Quantificador (lògica)
A lògica i teoria de conjunts, un  quantificador  s'utilitza per indicar quants elements d'un conjunt donat compleixen amb certa propietat. Existeixen molts tipus de quantificadors, però potser els més estudiats i utilitzats siguin:
- Quantificador universal

{\displaystyle \forall \,x,y\ldots }
Per a tot x, i. ..
- Quantificador existencial

{\displaystyle \exists \,x,y\ldots }
Hi ha almenys un x, i. ..
- Quantificador existencial únic

{\displaystyle \exists !\,x,y\ldots }
Hi ha exactament un x, i. ..
- Negació del quantificador existencial

{\displaystyle \nexists \,x,y\ldots }
No hi ha cap x, i. ..

## Declaracions quantificades
Les declaracions quantificades s'escriuen en la forma:
- {\displaystyle \forall \,x\in \mathbb {R} \;,\quad 2x\in \mathbb {R} }

Per a tot  x  que pertany a  R , es compleix que  2x  pertany a  R .
- {\displaystyle \forall \,a\in \mathbb {R} ,\quad \exists \,x\in \mathbb {R} \;:\quad a<x<(a+1)}

Per a tot  a  que pertany a  R , hi ha  x  que pertany a  R , que aquesta comprès entre  a  i  a+1 .
- {\displaystyle \forall \,a\in \mathbb {R} -{0},\quad \exists !\,x\in \mathbb {R} \;:\quad a\cdot x=1}

Per a tot  a  que pertany a  R  diferent de zero, hi ha un únic  x  que pertany a  R , que compleix que  a  per  x  és igual a  1 .

## Proposicions

### Quantificació universal
El quantificador universal es fa servir per afirmar que  tots  els elements d'un conjunt compleixen amb una determinada propietat. Per exemple:
{\displaystyle \forall x\in A\quad P(x)}.
Aquesta afirmació sol usar-se com l'equivalent de la proposició següent:
{\displaystyle \{x\in A\mid P(x)\}=A}

### Quantificació existencial
El quantificador existencial es fa servir per indicar que hi ha un o més elements en el conjunt {\displaystyle A} (no necessàriament únic/s) que compleixen una determinada propietat. Es escriu:
{\displaystyle \exists \,x\in A\;:\quad p(x)}.
Aquesta proposició sol interpretar-se com l'equivalent de la proposició següent:
{\displaystyle \{x\in A\mid \quad p(x)\}\neq \emptyset }

### Quantificació existencial única
El quantificador existencial amb marca d'unicitat es fa servir per indicar que hi ha un únic element d'un conjunt {\displaystyle A} que compleix una determinada propietat. Es escriu:
{\displaystyle \exists !\,x,y\in A\quad p(x),q(i)}.
Es llegeix
"Hi ha una única parella d'elements de {\displaystyle A} complint una pi una altra q"

## Equivalències
Es defineixen:
{\displaystyle \neg \forall x\in A\quad P(x)\qquad \Leftrightarrow \qquad \exists x\in A\quad \neg P(x)}
{\displaystyle \neg \exists x\in A\quad P(x)\qquad \Leftrightarrow \qquad \forall x\in A\quad \neg P(x)}